# To Our Children's Children's Children
To Our Children's Children's Children is het vierde album van The Moody Blues in de samenstelling met Hayward en Lodge. 

## Inleiding
Het album geeft de optimistische gevoelens op het gebied van wetenschap weer na het slagen van diverse ruimtevluchten, maar ook dreigingen van de almaar snellergaande ontwikkelingen in de wetenschap. Het album begint voor het laatst met een gedicht van Graeme Edge, dit keer begeleid door een startende Saturn V-raket; het is echter elektronisch gefabriceerd. Alle nummers lopen weer in elkaar over. De Moodies bevonden zich in een creatief jaar,want dit album kwam in hetzelfde jaar uit als voorganger On the Threshold of a Dream. Dit werd wellicht mede mogelijk gemaakt omdat alle vijf de leden een woning betrokken in Cobham (Kent), weg van de drukke stad. Om meer invloed te hebben op het totaal pakket mocht de band van Decca Records hun eigen platenlabel Threshold Records oprichten. Vanwege het nieuwe label kreeg het dan ook catalogusnummer THS 1 mee. Het eigen label resulteerde bijvoorbeeld in de combinatie van openklapbare hoes van Phil Travers en muziek. Travers beeldde over de volle breedte van de hoes (voor en achterkant) een prehistorische grottekening af met de handen van de tekenaar (of van Travers zelf). Ook de binnenhoes had een grot als thema; de leden zitten rond een kampvuur voorzien van alle gemakken van de moderne tijd, alleen de dtp-computer valt uit de toon.
Het album handelt (mede) over ruimtereizen; Feakes constateerde dat de liedjes van Pinder, Thomas en Edge daar beter in passen dan die van Hayward en Lodge.    

## Musici
- Justin Hayward: zang en gitaren;
- John Lodge: zang en basgitaar;
- Mike Pinder; zang, toetsen en mellotron;
- Ray Thomas: zang, fluit en overige blaasinstrumenten;
- Graeme Edge: drums en percussie.

## Muziek
| Nr. | Titel                                              | Duur |
| --- | -------------------------------------------------- | ---- |
| 1.  | Higher and Higher (Edge)                           | 4:06 |
| 2.  | The Eyes of a Child I (Lodge)                      | 3:23 |
| 3.  | Floating (Thomas)                                  | 2:58 |
| 4.  | The Eyes of a Child II (Lodge)                     | 1:23 |
| 5.  | I Never Thought I'd Live to Be a Hundred (Hayward) | 1:05 |
| 6.  | Beyond (Edge)                                      | 2:58 |
| 7.  | Out and In (Pinder)                                | 3:47 |

| Nr. | Titel                                              | Duur |
| --- | -------------------------------------------------- | ---- |
| 1.  | Gypsy (Of a Strange and Distant Time) (Hayward)    | 3:33 |
| 2.  | Eternity Road (Thomas)                             | 4:19 |
| 3.  | Candle of Life (Lodge)                             | 4:14 |
| 4.  | Sun Is Still Shining (Pinder)                      | 3:39 |
| 5.  | I Never Thought I'd Live to Be a Million (Hayward) | 0:33 |
| 6.  | Watching and Waiting (Hayward/Thomas)              | 4:16 |

| Nr. | Titel                                                                         | Duur |
| --- | ----------------------------------------------------------------------------- | ---- |
| 1.  | Gypsy (alternatieve versie)                                                   | 4:16 |
| 2.  | Candle of Life (alternatieve versie)                                          | 4:55 |
| 3.  | Sun Is Still Shing (alternatieve versie)                                      | 4:03 |
| 4.  | Gypsy (BBC 17 december 1969 Paris Theatre)                                    | 3;15 |
| 5.  | Sunset (BBC 17 december 1969 Paris Theatre)                                   | 3:43 |
| 6.  | Never Comes the Day (BBC 17 december 1969 Paris Theatre)                      | 4:17 |
| 7.  | Are You Sitting Comfortably (BBC 17 december 1969 Paris Theatre)              | 2:53 |
| 8.  | The Dream (BBC 17 december 1969 Paris Theatre)                                | 0:57 |
| 9.  | Have You Heard/The Voayge/Have You Heard (BBC 17 december 1969 Paris Theatre) | 5:50 |
| 10. | Nights in White Satin (BBC 17 december 1969 Paris Theatre)                    | 2:58 |
| 11. | Legend of a Mind (BBC 17 december 1969 Paris Theatre)                         | 4:33 |

## Nasleep
Als single werd uitgebracht Watching and Waiting, dat tot verbazing van de leden nergens een hit werd. Het album werd uitgebracht op langspeelplaat (stereo en quadrafonisch) en muziekcassette. Deze quadrafonische versie bleek later een uitstekende uitgangspunt voor de 5.1 SACD-versie. Een van de cassettes ging mee op de vlucht van Apollo 15 in 1971. Na de opnamen werd er getoerd met als belangrijkst en bekendst optredens op het Isle of Wight Festival en in de Royal Albert Hall in Londen. Dat laatste concert leverde het volgende album op. Ondanks het gebrek aan een goedverkopende single werd het album goed verkocht. In de Billboard 200 wist het in 44 weken een veertiende plaats te bereiken, in thuisland kwam het eveneens in 44 weken tot een tweede plaats; gestuit door The Beatles met Abbey Road. Op het vasteland van Europa zijn geen albumnoteringen bekend.
Wel bleek het praktisch onmogelijk de nummers tijdens concerten goed ten gehore te brengen. In de studio waren veel overdubs en technische hoogstandjes gebruikt, die op het podium niet voor herhaling vatbaar bleken. Gypsy hield het nog het langst vol. Bij het optreden van de Moodies in de Heineken Music Hall in oktober 2006 kwam Edge achter zijn drumkit vandaan en zingt als oude rocker (hij is dan 64 jaar) Higher and Higher.